# دیپاک پونیا
دیپاک پونیا (به انگلیسی: Deepak Punia؛ زادهٔ ۱۹ مهٔ ۱۹۹۹) یک کشتی‌گیر آزادکار اهل هند است.
از افتخارات وی می‌توان به کسب مدال نقره قهرمانی کشتی جهان ۲۰۱۹ و بازی‌های آسیایی ۲۰۲۲ اشاره کرد. وی سابقه حضور در المپیک ۲۰۲۰ توکیو را دارد.

## فعالیت حرفه‌ای

### مسابقات قهرمانی کشتی جهان ۲۰۱۹
پونیا در وزن ۸۶ کیلوگرم کشتی آزاد مسابقات قهرمانی کشتی جهان ۲۰۱۹ نورسلطان حاضر بود که آدیلیت داولومبایف از قزاقستان، بهادر کودیروف از تاجیکستان، کارلوس ایزگویردو از ونزوئلا و استفان ریچموت از سوئیس را شکست داد و به فینال رسید. وی در دیدار نهایی به دلیل مصدومیت حاضر به مبارزه با حسن یزدانی از ایران نشد و به مدال نقره وزن ۸۶ کیلوگرم رسید.

### المپیک ۲۰۲۰ توکیو
پونیا در وزن ۸۶ کیلوگرم کشتی آزاد المپیک ۲۰۲۰ توکیو حاضر بود که با شکست اکریکیم آجیومور از نیجریه و لین زوشن از چین به مرحله نیمه نهایی رسید اما در این مرحله مقابل دیوید تیلور از آمریکا شکست خورد و به دیدار رده‌بندی رفت. او در این مرحله نیز مقابل مایلس امینی از سان مارینو بازی را واگذار کرد و پنجم شد.